# Bendy and the Ink Machine
Bendy and the Ink Machine (souvent abrégé en BATIM) est un jeu vidéo épisodique de type survival horror en vue à la première personne développé et publié par Joey Drew Studios Inc.. Il a été initialement publié sur Game Jolt le 10 février 2017 en tant que premier des cinq chapitres (à l'exception du chapitre sur les bonus), avec une sortie complète le 27 octobre 2018. Un port de console publié par Rooster Teeth Games (en) a été publié le 20 novembre. 2018, exclusivement via GameStop. Le 15 décembre 2018, il a été annoncé que le port mobile serait libéré le 21 décembre.
Le jeu suit Henry Stein, un animateur à la retraite qui retourne dans son ancien studio après l'invitation de son ancien employeur et découvre des personnages cauchemardesques de dessins animés apparemment animés par la mystérieuse Ink Machine (machine à encre en français).
Bendy and the Ink Machine a été bien accueilli lors de sa sortie initiale, ses éloges se concentrant sur son esthétique et son histoire originale. Dans les mois qui ont suivi sa sortie, il est rapidement devenu connu après avoir été exposé par des vidéastes sur Youtube et différents steamers en live sur Twitch. Il a finalement été approuvé par Steam Greenlight à la mi-2017. La marchandise, ainsi qu'une retombée mobile, a ensuite été introduite pour promouvoir davantage le jeu. Mike Mood, programmeur et co-créateur du jeu, a qualifié le jeu de « succès accidentel ».

## Système de jeu
Bendy and the Ink Machine est un jeu d'horreur basé sur la survie, utilisant un mélange de résolution d'énigmes, d'exploration de l'environnement et de combat, pour aider Henry à traverser les studios Joey Drew. Les joueurs explorent la vue à la première personne et ont des actions physiques limitées telles que courir et sauter. Différents éléments peuvent être collectés, dont certains sont nécessaires pour effectuer diverses tâches avant de continuer. Les boites soupe au bacon, peuvent également être collectées pour rétablir la santé de Henry s'il est blessé.
Le combat est principalement axé sur diverses armes basées sur la mêlée, comme une hache ou un tuyau. Les ennemis dans le jeu ont tous des niveaux de force et une résistance aux dégâts différents, ce qui oblige les joueurs à faire preuve de tactique pour rester hors de portée et à frapper lorsque cela est nécessaire. Henry peut se retirer à l'intérieur des stations Little Miracle chaque fois que des ennemis se trouvent à proximité afin de se rétablir ou de rester à l'abri des regards. S'il est tué par ses ennemis, il peut s'échapper d'un tunnel d'encre et renaître devant l'une des nombreuses statues de Bendy servant de points de contrôle.
En outre, les joueurs peuvent trouver de nombreux journaux audio dans le studio qui donnent plus de détails sur l'histoire du jeu, en particulier sur le sort du studio et de ses employés, similaires aux systèmes utilisés dans des jeux tels que BioShock. Certains de ces journaux peuvent être manqués et nécessitent une exploration plus approfondie pour découvrir les zones secrètes dans lesquelles ils résident souvent.

## Lore du jeu
Dans les années 1960, Henry Stein retourne dans son ancien studio d'animation, Joey Drew Studios, après avoir reçu une lettre de son ancien patron. Cette société est la créatrice des personnages de cartoon Bendy, Alice Angel, et Boris. Une fois arrivé dans le studio, Henry découvre que l’atelier est laissé à l'abandon, il décide cependant de revenir sur les lieux, qu'il connaît bien, dans le jeu des indices laissent suggérer que ce serait lui le créateur des personnages de la série, et non Joey Drew. Pendant qu'il continue de redécouvrir l'atelier, il finit par retrouver l’ Ink machine, que Joey avait fabriqué à l’époque où le studio était en activité. Lorsqu’il la remet en marche, un monstre d'encre surgit et essaye de l'attraper, c'est en fait Bendy, crée par cette machine, il sera ensuite appelé le démon d'encre. En voulant lui échapper, Henry tombera dans le sous-sol de l'atelier, à partir d'ici son objectif est de sortir du studio, au fil de son exploration il rencontrera les anciens personnages de la série, qui ont pris vie, ainsi que les anciens employés, Sammy Lawrence, Betrum Piedmont, ou encore Allison, qui sont eux devenu des monstres d’encres en se confrontant à Bendy. En réalité, c'est Joey Drew qui a invité un par un tous les anciens employés du studio pour essayer de tuer ce qu'est devenu Bendy, et comme personne n'a réussi, il a décidé d'envoyer Henry Stein, son meilleur ami et cofondateur du studio. Henry essaye de s'échapper du studio, il rencontrera au chapitre 3 Boris sous forme vivante, ainsi qu'Alice Angel, bien que celle-ci soit corrompue. Il finit par le combattre dans le chapitre 4, et Alice Angel se fait tuer par Allison, accompagné de Tom. Henry se rendra ensuite dans un village abandonné, où il retrouvera Sammy, qui se fait tuer à son tour par Tom. Il pénètre dans l'Ink machine et détruis Bendy, en projetant la dernière bobine, celle de la fin. Henry se retrouve chez Joey, qui lui raconte ce qui lui est arrivé après la fermeture et lui demande de revenir dans l'ancien atelier, qui est en fait le début du chapitre 1. 

## Personnages

### Humains
- Joey Drew : Le gérant de Joey Drew Studio. À la suite de la création du démon d'encre, il envoye ses anciens employés pour tenter de le vaincre, il finira par demander à Henry Stein de revenir à l'atelier pour lui montrer quelque chose. On ne le voit qu'à la fin du jeu.
- Henry Stein : le personnage principal du jeu, meilleur ami de son employeur, Joey Drew, et le dernier employé du studio à revenir dans l'atelier.
- Sammy Lawrence : le premier employé transformé en monstre qu'on rencontre. Il vénère le démon d'encre, et il semble qu'il ne soit pas à l'aise avec son corps, car il porte constamment un masque de Bendy.
- Norman Polks : il était à la base projectionniste, et après s'être transformé, il devient lui-même un monstre avec une tête de projecteur. Il se balade dans les rivières d'encre, avant de se faire tuer par le démon d'encre.
- Susie Campbell : elle doublait Alice dans les dessins animés, mais elle s'est fait voler le rôle par une autre actrice. Elle se retrouve corrompue par le démon d'encre, et essaie de redevenir parfaite par tous les moyens possibles. Elle finit tuer par Allison, qui est la vrai Alice Angel.

### Personnages de cartoon
- Alice Angel : Alice est un personnage de cartoon, humanoïde aux cheveux noirs mi-longs, légèrement ondulés, aux sourcils fins et au rouge à lèvres noir. Elle a la particularité d'être le seul personnage dont on entend la voix.
- Bendy : Bendy est le personnage principal des dessins animés de Joey Drew Studios.
- Boris le loup : Un des amis de Bendy, il est doux et amical, et aime jouer de la clarinette.
- The Butcher Gang : Un groupe de personnages de dessins animés, qui se sont fait animer par la Ink Machine mais sous une forme corrompue, ce qui leur donne une apparence atroce. Ce gang est composé de Piper, Stricker et de Fisher.
- Le démon d'encre : La cause de toute cette histoire. Quand Joey Drew a essayé d'animer Bendy avec la Ink Machine, il a créé une version affreuse de ce personnage , Thomas Connor l'a ensuite enfermé pendant 30 ans. Il est maintenant connu dans tous le Studio.

- Allison  : Une version plus réussie d’Alice Angel. Citoyenne de la ville d'encre souterraine, elle a sauvé Henry quand il s'est fait attaquer par Alice.
- Tom : Une version moins joyeuse et affectueuse de Boris. Il avait du mal à se familiariser avec Henry, mais finit par réussir.

## Chapitres

### Chapitre 1: Les images mouvantes
En 1963, Henry Stein, animateur à la retraite, reçoit une lettre de son ancien employeur, Joey Drew, lui demandant de retourner dans le studio de Drew et de voir quelque chose d'important. N'y ayant pas travaillé depuis 30 ans, Henry trouve l'endroit abandonné mais découvre la Ink Machine dans le sous-sol, installée après le départ d'Henry. Il trouve un enregistrement qui suggère que Joey s'est engagé dans des pratiques occultes bizarres en fabriquant la machine, ainsi qu'un analogue mutilé de la vie réelle de Boris le loup, l'un des personnages du studio. Une fois que Henry a réparé et mis en marche la machine, il est attaqué par Ink Bendy, un monstre ressemblant à la mascotte du studio Bendy, alors que le studio commence à se remplir d'encre. Henry s'enfuit vers une sortie, seulement pour que le sol s'effondre et le laisse tomber dans les niveaux inférieurs du studio. En vidant l'encre de plusieurs pièces, il trouve une chambre dont le sol est marqué d'étranges schémas. Avant de s'évanouir, il hallucine en voyant la Ink Machine, un fauteuil roulant et Ink Bendy.

### Chapitre 2: La vieille chanson
Henry se réveille et commence à chercher un autre moyen de sortir pour finalement rejoindre le département de musique du studio où il rencontre pour la première fois des monstres à encre hostiles connus sous le nom de Searchers. Une cage d’escalier menant à la sortie déborde d’encre, que vous devez vider en activant l’interrupteur dans le bureau du directeur musical Sammy Lawrence. Henry apprend que Sammy a commencé à vénérer Bendy en tant que divinité après l'installation de la Ink Machine. Une fois la cage d'escalier dégagée, Henry tente de partir mais est assommé par un Sammy devenu fou, qui envisage de le sacrifier à Ink Bendy dans l'espoir de retrouver son humanité. Alors que Henry s'échappe, Sammy est emmené par Ink Bendy, qui le poursuit ensuite à travers le studio jusqu'à réussir à fuir par une porte, qu'il barricade derrière lui. Il est surpris de rencontrer Boris caché dans cette zone, vivant et entier.

### Chapitre 3: L'ascension et la chute
Henry et Boris quittent le refuge improvisé de Boris pour continuer à chercher une sortie. Dans le département des jouets du studio, ils trouvent une autre créature d'encre, Alice, qui est une version déformée du personnage Alice Angel. Elle les conduit dans son repaire et révèle qu'elle a récolté les parties du corps d'autres personnages dans le but de rester belle. Henry doit effectuer plusieurs tâches pour Alice afin qu'elle puisse le laisser libre, lui et Boris, apprennent grâce aux enregistrements sur cassettes que la première doubleuse d'Alice, Susie Campbell, est devenue amère lorsque Joey a soudain embauché une remplaçante. Alors qu'Henry s'acquitte des tâches qui lui incombent, il doit se cacher à la fois de Ink Bendy et du Projectionniste, Henry termine les tâches et embarque dans un ascenseur pour s'échapper avec Boris, mais Alice le force à s'écraser au fond de son puits et entraîne soudainement Boris dans l'obscurité, proclamant qu'elle souhaite l'utiliser pour se réparer.

### Chapitre 4: Les merveilles colossales
Sortant du lieu de l'accident, Henry s'aventure plus profondément dans le studio à la recherche de Boris et trouve un endroit rempli de Lost Ones, des créatures qui ne montrent aucune hostilité. Il pensait également que Joey envisageait d'ouvrir un parc d'attractions sur le thème de Bendy avec l'aide du célèbre designer Bertrum Piedmont. Henry entre dans un grand entrepôt rempli de manèges, de jeux et d'accessoires du parc prévu. Pour atteindre Boris, Henry doit rétablir le courant dans la maison hantée en trouvant et en actionnant une série de commutateurs, dont l'un est protégé par un manège contenant les restes d'un Bertrum animé par vengeance. Après avoir actionné le dernier interrupteur, Henry est poursuivi par le projectionniste, qui est à son tour attaqué par Ink Bendy et décapité. Ink Bendy remarque Henry mais le laisse tranquille. Henry entre dans la maison hantée et découvre qu'Alice a transformé Boris en une bête imposante appelée Brute Boris. Henry est obligé de le tuer. Alice tente alors de tuer Henry avec colère, mais est empalée par derrière par une machette. Son sauveur est Allison Angel, une copie d'Alice quasiment parfaite. Elle est accompagnée de Tom, une version de Boris issue de la transformation du réparateur de studio, Thomas Connor.

### Chapitre 5: La dernière bobine
Henry se retrouve prisonnier d'Allison et de Tom, il gagne finalement la confiance d'Allison qui lui donne un outil lui permettant de voir des messages cachés dans le studio. Après que Tom ait révélé par inadvertance l'emplacement de leur cachette au démon d'encre, lui et Allison abandonnent Henry et s'enfuient. Henry s’échappe seul et traverse une rivière d’encre sur un bateau à aubes pour atteindre un bidonville construit par les Lost Ones. Sammy attaque Henry, ayant survécu à sa rencontre avec Ink Bendy à la fin du chapitre 2 et accusant Henry d'avoir pris la décision de l'abandonner. Démasqué par Henry, Sammy prend le dessus et tente de le tuer, pour être tué par Tom à la place. Tom et Allison aident Henry à combattre les créatures d'encre et les Lost Ones, ces derniers n'ayant été contrôlés que par Sammy, Henry avance seul. Les enregistrements sur bande révèlent la vérité sur la chute du studio. Après le déclin de la popularité des dessins animés Bendy, Joey a commencé à chercher un moyen de donner vie aux personnages et a installé la machine à encre comme moyen d’atteindre cet objectif. La première tentative a abouti à la création d’Ink Bendy, qui a été rejeté en tant que monstre parce qu’il était effrayant et n’avait pas d’âme. Joey a donc essayé d’utiliser l’âme de ses employés pour créer de meilleures attractions. Cette tentative a entraîné la création des autres créatures d'encre et la faillite du studio. Henry apprend qu'Ink Bendy a volé quelque chose d'important dans le coffre-fort du studio et doit se rendre dans son repaire - une version beaucoup plus vaste de la Ink Machine que celle réparée par Henry au chapitre 1 - pour le récupérer. La peur d'être à nouveau entraînés dans l'encre entourant la machine empêche Allison et Tom de l'accompagner. À l'intérieur, Henry trouve un dernier enregistrement sur cassette de Joey, exprimant ses regrets pour tout ce qui s'est passé et demandant à Henry de détruire Bendy. Henry trouve l'objet volé par Ink Bendy, une bobine de film portant l'inscription « The End ». Ink Bendy le poursuit à travers la machine, se transformant en un monstre démoniaque, Beast Bendy. Henry l'attire dans une pièce et lance la bobine, projetant un carton-titre « The End » sur chaque écran disponible et provoquant la désintégration de Beast Bendy à sa vue.
Le jeu se transforme soudainement en un flashback à l'intérieur d'une maison, couvert de lettres et d'esquisses liées aux personnages et aux événements antérieurs à la partie. En entrant dans la cuisine, Henry trouve un Joey âgé qui l'attend pour lui parler des chemins empruntés dans leur vie. Après que Joey ait suggéré à Henry de se rendre dans l'ancien studio, il sort de la maison et se retrouve aussitôt entré dans celui-ci, en répétant ses premières lignes du chapitre 1.
Dans une scène post-crédits, la caméra se concentre sur un portrait encadré de Bendy, Boris et Alice, un cadeau de Henry pour féliciter Joey pour le succès des personnages. La voix d'une petite fille demande à « Oncle Joey » de lui raconter une autre histoire alors qu'une Ink Machine rouillée est installée dans un coin de la pièce.

## Bendy and the Dark Revival
Le 14 Avril 2019, un autre jeu, Bendy and the Dark Revival, a été annoncé. Par contre, le 13 Février 2019, Mike Mood a dit que ça ne servirait pas en tant que Bendy and the Ink Machine 2. Une bande annonce du jeu était sorti le 24 Juin 2019, en annonçant la sortie du jeu en Automne 2019. Mais, en Décembre 2019, une nouvelle bande annonce était sorti pour dire que le jeu était délayé et sortira quelque part, en 2020. Une autre bande annonce était sorti le 1 Juin 2020, révélant que le jeu serait sorti entièrement avec tous les cinq chapitres, contrairement au premier jeu qui était sorti, chapitre par chapitre. La bande annonce aurait aussi suggéré que le jeu sortirait dans la deuxième moitié de 2020. Par contre, le 30 Novembre 2020, les développeurs avaient annoncé que le jeu sortirait en 2021, à cause de la pandémie de Covid-19 . Les développeurs aurait aussi cité que le jeu serait 10 fois plus grand que le jeu original et qu'ils ne voulaient pas précipiter le jeu. Ce n’est que le 1er novembre 2022 que les créateurs du jeu ont annoncé la date de sa sortie officielle qui est prévue pour le 15 novembre 2022 à travers une nouvelle bande annonce.